# Qasabat As Salt
Qasabat As Salt är ett distrikt i Jordanien. Det ligger i provinsen al-Balqa, i den norra delen av landet, 25 km väster om huvudstaden Amman.